# Eugène Brieux
Eugène Brieux (Parigi, 19 gennaio 1858 – Nizza, 6 dicembre 1932) è stato uno scrittore francese.

## Biografia
Autore di Blanchette (1892), fu autore di vari drammi familiari che gli valsero il seggio all'Académie française.
Venne definito da Louis Veuillot un «predicatore della scena», ed egli stesso confessò di essere «nato con l'animo dell'apostolo».
Le sue numerosi opere teatrali ebbero come fine sempre la dimostrazione di una tesi morale, ma contemporaneamente in relazione a quella tesi, presentarono la rappresentazione realistica di un ambiente sociale determinato nei suoi luoghi e nei suoi personaggi tipici: dal giornalismo parigino (Ménages d'artistes, 1890), al sottobosco politico (L'engrenage, 1894), alla magistratura corrotta (Le robe rouge, 1900).
Per il suo gusto che miscela il naturalismo con l'umanitarismo, Brieux diventò uno degli autori preferiti da André Antoine, animatore del Théâtre Libre.

## Riconoscimenti
- 1897 - Premio Toirac dell'Académie française per L’Évasion
- 1900 - Premio Alfred-Née dell'Académie française